# Парапунова къща
Парапуновата къща е възрожденска постройка в град Разлог, България.
Роден дом е на комунистическия партизанин Никола Парапунов (1909 – 1943) и в 1957 година е превърната в музей под името Къща музей „Никола Парапунов“.
От 2000 година къщата е Исторически музей, Разлог. Намира се на площад „15 септември 1903 г.“ и е част от поредица възрожденски къщи, които са обявени за паметници на архитектурата.
Музейното дело в града води началото си от 1954 г. с покупката на Парапуновата къща. Назначен е музеен работник и започва ремонт на сградата и подготовка на експозиция. Официално започва работа през 1957 г. като Къща музей „Никола Парапунов“, изгоряла през Илинденско-Преображенското въстание от 1903 г. и съградена наново по стария план през 1905 г.
След дарение на съседната Астинова къща от известните благодетели на Разлог Елиза и Иларион Астинови през 1984 – 1985 г. се извършва основен ремонт и преустройство на музея, укрепва се Парапуновата къща, дарената къща в съседство става място за хранилища, на мястото на стопанските постройки се изгражда нова сграда с голяма експозиционна зала, офис, хранилище и др.
Сградата е модел разложко-чепинска къща, братов тип от края на XIX век – този тип се счита за продължение на т. нар. „симетрични къщи“, които се появяват най-напред в Пловдив през втората половина на XIX век.
Продължава да функционира като мемориален музей на Никола Парапунов и партизанското движение до 2000 г., когато е преструктуриран с решение на Общинския съвет в Исторически музей на Разлог.
В Парапуновата къща е разположена експозиция за града и автентичния стар разложки дом, както и археологическа изложба.